# Municipio de Dayton (condado de Phillips)
El municipio de Dayton (en inglés: Dayton Township) es un municipio ubicado en el condado de Phillips en el estado estadounidense de Kansas. En el año 2010 tenía una población de 33 habitantes y una densidad poblacional de 0,36 personas por km².

## Geografía
El municipio de Dayton se encuentra ubicado en las coordenadas 39°52′20″N 99°27′27″O / 39.87222, -99.45750. Según la Oficina del Censo de los Estados Unidos, el municipio tiene una superficie total de 92.61 km², de la cual 92,52 km² corresponden a tierra firme y (0,1 %) 0,09 km² es agua.

## Demografía
Según el censo de 2010, había 33 personas residiendo en el municipio de Dayton. La densidad de población era de 0,36 hab./km². De los 33 habitantes, el municipio de Dayton estaba compuesto por el 100 % blancos. Del total de la población el 0 % eran hispanos o latinos de cualquier raza.